# Elisabetta Sanna
Blahoslavená Elisabetta Sanna, vlastním jménem Elisabetta Sanna Porca (23. dubna 1788 Codrongianos – 17. února 1857 Řím), byla italská františkánská terciářka a členka Unie katolického apoštolátu, založeného svatým Vincencem Pallottim. Byla blahořečena 17. září 2016.

## Život
Narodila se v městečku Cordrongianos v provincii Saari na Sardinii v rolnické rodině Salvatora Sanny a Marie Dominiky Lai. Jako dítě ve třech měsících onemocněla neštovicemi, což mělo za následek znehybnění ramenou. V roce 1807 se vdala za Antonia Maria Porcu, se kterým měla sedm dětí. Dvě děti záhy po narození zemřely. V roce 1825 ovdověla a složila slib čistoty. V roce 1831 se rozhodla vykonat pouť do Svaté země, kterou však musela ukončit v Římě. Na cestě ji doprovázel její zpovědník kněz Jozef Valle. Pro vážné zdravotní problémy nebyla schopna návratu zpět na Sardinii. Zemřela v Římě 17. února 1857. Je pohřbena v Římě v kostele svatého Spasitele (Santissimo salvatore in Onda) vedle hrobu svatého Vincence Pallottiho.

## Beatifikace
Proces svatořečení byl zahájen krátce po její smrti 11. března 1858, ale protáhl se až do roku 2014, kdy byla prohlášena za ctihodnou. Dne 17. září 2014 byla blahořečena v bazilice Svaté Trojice v Saccargii (Sardinie).